# Eva Kjer Hansen

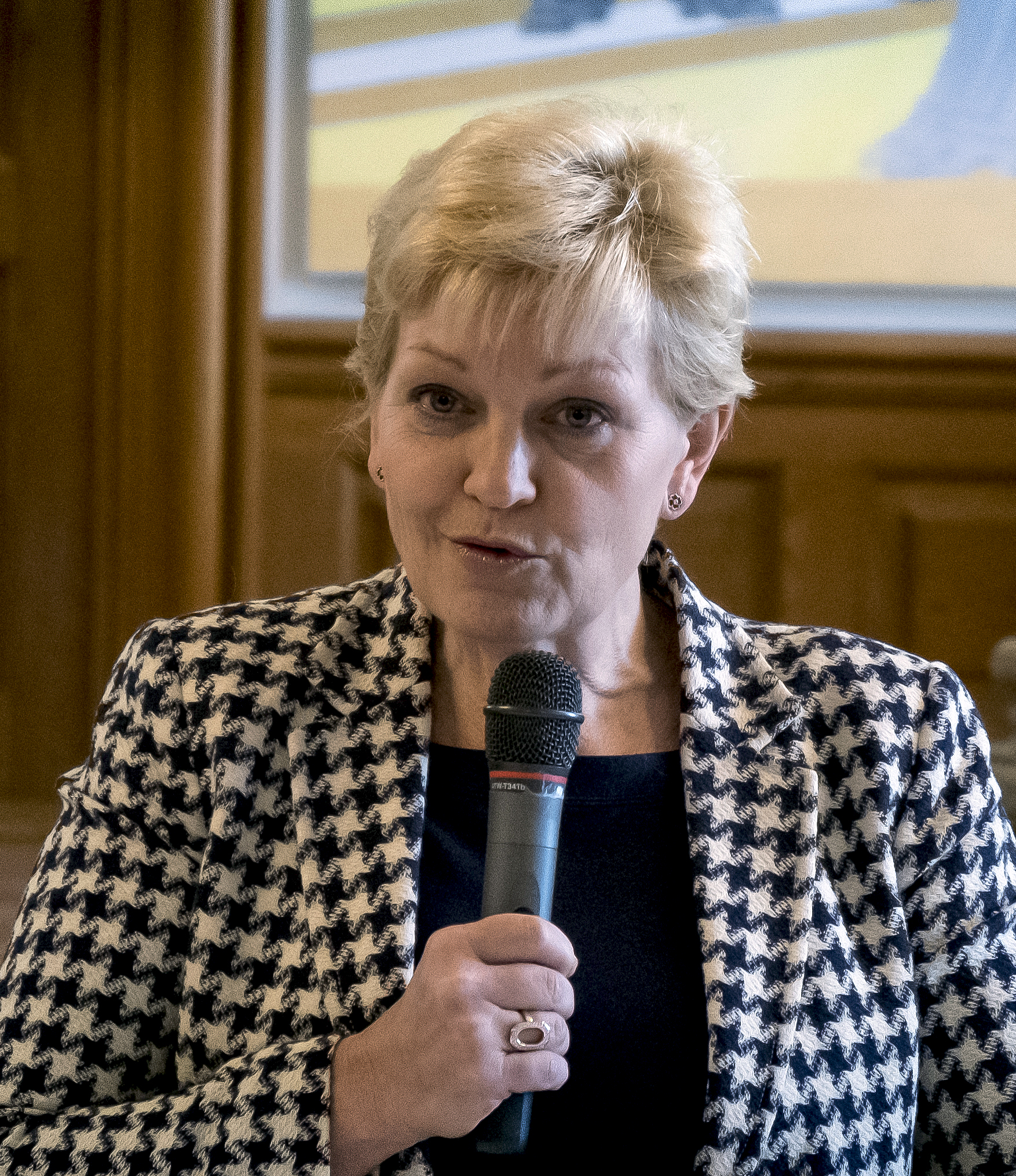
Eva Kjer Hansen (2018)

Eva Kjer Hansen (* 22. August 1964 in Apenrade) ist eine dänische Politikerin der liberalen Partei Venstre. Sie war Ministerin für Umwelt und Ernährung sowie für Gleichstellung, Fischerei und nordische Zusammenarbeit.

## Leben und Beruf
Als Kind von Landwirten in Hellewatt in Nordschleswig machte Eva Kjer Hansen 1983 Abitur in Apenrade. 1984 nahm sie ein Studium der Politikwissenschaften an der Universität Kopenhagen auf und absolvierte zwischen 1990 und 1991 eine zusätzliche Ausbildung an der Dänischen Journalistenhochschule in Aarhus. 2012 schloss sie nach langer Pause ihr Studium in Kopenhagen mit dem akademischen Grad cand. mag. ab. Kjer Hansen ist verheiratet, hat drei Töchter und lebt im Loitland bei Apenrade.

## Politische Laufbahn
Seit 1982 übernahm sie wiederholt Funktionen für ihre Partei Venstre und deren Jugendorganisation in Nordschleswig. Seit 1990 verfügt sie über einen Abgeordnetensitz im Folketing. Von 1994 bis 1999 war sie Mitglied des Europäischen Parlaments. Kjer Hansen war vom 2. August 2004 bis 12. September 2007 Sozialministerin unter Ministerpräsident Anders Fogh Rasmussen. Vom 12. September 2007 bis 23. Februar 2010 leitete sie das Landwirtschaftsministerium, zuletzt im Kabinett von Lars Løkke Rasmussen.
Für politisches Aufsehen sorgte die Sozialministerin im September 2005, als sie in einem Interview mit Jyllands-Posten argumentierte, dass soziale Ungleichheit in Dänemark kein Problem darstelle, sondern im Gegenteil Voraussetzung für gesellschaftliche Dynamik sei. Damit trat sie in kräftigen Gegensatz mit dem Konsens in der dänischen Gesellschaft und mit der offiziellen Linie ihres Regierungs- und Parteichefs, erhielt aber auch Unterstützung aus bürgerlichen Kreisen und Teilen ihrer eigenen Fraktion. Nachdem Fogh Rasmussen mit ihrer Entlassung gedroht hatte, distanzierte sie sich wieder von ihren Aussagen.
Seit dem 28. Juni 2015 war sie als Ministerin für Umwelt und Nahrungsmittel in der Regierung Lars Løkke Rasmussen II erneut für die Landwirtschaft zuständig. Am 27. Februar 2016 trat sie zurück, nachdem ihr vorgeworfen worden war, im Zuge einer Gesetzesinitiative zugunsten der Landwirtschaft falsche Zahlen über mögliche Umweltfolgen des Vorhabens vorgelegt zu haben. Sie kam so einem Misstrauensvotum zuvor.